# Felix Gilbert
Felix Gilbert (* 21. Mai 1905 in Baden-Baden; † 14. Februar 1991 in Princeton) war ein deutschamerikanischer Historiker.

## Leben und Wirken
Felix Gilbert war ein Urenkel von Felix Mendelssohn Bartholdy. Er war der Sohn von William Heinrich Gilbert (1860–1906), einem englischen Augenarzt, und Cécile Mendelssohn Bartholdy (1874–1923), einer Tochter des Chemikers Paul Mendelssohn Bartholdy. Er wuchs in Berlin auf und besuchte dort ein humanistisches Gymnasium. Nach dem Abitur 1923 studierte er Geschichte und Philosophie an den Universitäten Heidelberg, München und Berlin. Zwischendurch arbeitete er an der Quellenedition zur Großen Politik der europäischen Kabinette mit. Er wurde 1931 bei Friedrich Meinecke in Berlin mit einer Arbeit über den Historiker Johann Gustav Droysen promoviert.
Aufgrund seiner teilweisen jüdischen Abstammung und als Anhänger der Sozialdemokratie bedroht, musste Gilbert während der Zeit des Nationalsozialismus Deutschland verlassen. Er ging 1933 nach London und von dort 1936 in die USA. Dort war er zunächst am Scripps College in Vermont/Kalifornien und seit 1939 am Institute for Advanced Study in Princeton tätig. 1943 erhielt er die amerikanische Staatsbürgerschaft und trat in das State Department als Research Analyst des Office of Strategic Services ein. Mit der amerikanischen Armee kam er 1945 nach London, Paris und auch wieder nach Deutschland. Nach seiner Ausmusterung wurde er 1946 Lecturer und bald Professor am Bryn Mawr College in Philadelphia. Als Gastprofessor lehrte er auch an der Universität zu Köln. 1962 erhielt er eine Professur an der School of Historical Studies des Institute for Advanced Study in Princeton, wo er bis zu seiner Emeritierung 1975 lehrte. Er wurde Mitglied der American Academy of Arts and Sciences (1963), der American Philosophical Society (1969) und korrespondierendes Mitglied der British Academy (1974).
Im Zentrum von Gilberts Forschungen standen Arbeiten zur italienischen, zur Florentiner Renaissance, und insbesondere die Personen Niccolò Machiavelli und Francesco Guicciardini. Daneben verfasste er Studien zur Ideengeschichte und zur Methodenlehre, zur Geschichte der Geschichtsschreibung (Beiträge zu Lorenz von Stein, Leopold von Ranke, Jacob Burckhardt und Otto Hintze) und zur Neuesten Geschichte.

## Schriften (Auswahl)
Monographien
- Venedig, der Papst und sein Bankier (= Edition Pandora. 22). Aus dem Englischen von Klaus Blocher. Campus-Verlag u. a., Frankfurt am Main u. a. 1994, ISBN 3-593-35033-5.
- Geschichte – Politik oder Kultur? Rückblick auf einen klassischen Konflikt (= Edition Pandora. 6). Aus dem Englischen von Christiane Spelsberg. Campus-Verlag u. a., Frankfurt am Main u. a. 1992, ISBN 3-593-34726-1.
- Guicciardini, Machiavelli und die Geschichtsschreibung der italienischen Renaissance (= Kleine kulturwissenschaftliche Bibliothek. 29). Wagenbach, Berlin 1991, ISBN 3-8031-5129-5.
- Lehrjahre im alten Europa. Erinnerungen 1905–1945. Aus dem Amerikanischen übersetzt. Siedler, Berlin 1989, ISBN 3-88680-167-5.
- Machiavelli e il suo tempo (= Universale Paperbacks Il Mulino. 71, ZDB-ID 192535-0). Mulino, Bologna 1977.
- Machiavelli and Guicciardini. Politics and History in Sixteenth-Century Florence. Princeton University Press, Princeton NJ 1965 (zahlreiche Auflagen und Ausgaben).
- Niccolò Machiavelli e la vita culturale del suo tempo (= Saggi. 44, ZDB-ID 410152-2). Traduzione di Alda de Caprariis. Il Mulino, Bologna 1964.
- To the Farewell Adress. Ideas of Early American Foreign Policy. Princeton University Press, Princeton 1961.
- Johann Gustav Droysen und die preußisch-deutsche Frage (= Historische Zeitschrift. Beihefte. 20, ISSN 0342-5363). Oldenbourg, München u. a. 1931, JSTOR:i20519244, (Teilweise zugleich: Berlin, Universität, Dissertation, 1931).

Herausgeberschaften
- Bankiers, Gelehrte und Künstler. Unveröffentlichte Briefe der Familie Mendelssohn aus dem 19. Jahrhundert (= Schriftenreihe wissenschaftlicher Abhandlungen des Leo-Baeck-Instituts. 31). Mohr, Tübingen 1975, ISBN 3-16-836362-6.
- The historical essays of Otto Hintze. Oxford University Press, New York 1975, ISBN 0-19-501819-2.